# Samsung Monte
Samsung Monte - seria telefonów komórkowych firmy Samsung produkowana od 2010 roku. W jej skład wchodzą:
- Samsung S5620 Monte - ekran dotykowy 3", nakładka Samsung TouchWiz 2.0 Plus
- Samsung E2550 Monte Slider - zob. slider
- Samsung C3200 Monte Bar - zob. candybar